# Olympische Sommerspiele 2020/Teilnehmer (Thailand)
| Gelbes Symbol für Goldmedaillen mit stilisierten Olympischen Ringen | Graues Symbol für Silbermedaillen mit stilisierten Olympischen Ringen | Braundes Symbol für Bronzemedaillen mit stilisierten Olympischen Ringen |
| ------------------------------------------------------------------- | --------------------------------------------------------------------- | ----------------------------------------------------------------------- |
| 1                                                                   | —                                                                     | 1                                                                       |

Thailand nahm an den Olympischen Spielen 2020 in Tokio mit 41 Sportlern in 14 Sportarten teil. Es war die insgesamt 17. Teilnahme an Olympischen Sommerspielen.

## Teilnehmer nach Sportarten

### Badminton
| Athleten                                       | Wettbewerb | Gruppenphase           | Gruppenphase              | Gruppenphase | Gruppenphase | Achtelfinale  | Achtelfinale       | Viertelfinale              | Viertelfinale             | Halbfinale    | Halbfinale    | Finale        | Finale        | Rang  |
| Athleten                                       | Wettbewerb | Gegner                 | Ergebnis                  | Punkte       | Rang         | Gegner        | Ergebnis           | Gegner                     | Ergebnis                  | Gegner        | Ergebnis      | Gegner        | Ergebnis      | Rang  |
| ---------------------------------------------- | ---------- | ---------------------- | ------------------------- | ------------ | ------------ | ------------- | ------------------ | -------------------------- | ------------------------- | ------------- | ------------- | ------------- | ------------- | ----- |
| Frauen                                         |            |                        |                           |              |              |               |                    |                            |                           |               |               |               |               |       |
| Busanan Ongbumrungpan                          | Einzel     | D. Macías              | 2:0 (21:4, 21:9)          | 84:41        | 1            | A. Se-young   | 0:2 (15:21, 15:21) | ausgeschieden              | ausgeschieden             | ausgeschieden | ausgeschieden | ausgeschieden | ausgeschieden | 9–14  |
| Busanan Ongbumrungpan                          | Einzel     | K. Kuuba               | 2:0 (21:16, 21:12)        | 84:41        | 1            | A. Se-young   | 0:2 (15:21, 15:21) | ausgeschieden              | ausgeschieden             | ausgeschieden | ausgeschieden | ausgeschieden | ausgeschieden | 9–14  |
| Ratchanok Intanon                              | Einzel     | L. Sárosi              | 2:0 (21:5, 21:10)         | 103:64       | 1            | G. M. Tunjung | 2:0 (21:12, 21:19) | T. Tzu-ying                | 1:2 (21:14, 18:21, 18:21) | ausgeschieden | ausgeschieden | ausgeschieden | ausgeschieden | 5–8   |
| Ratchanok Intanon                              | Einzel     | Cheah S. Y.            | 2:1 (19:21, 21:18, 21:10) | 103:64       | 1            | G. M. Tunjung | 2:0 (21:12, 21:19) | T. Tzu-ying                | 1:2 (21:14, 18:21, 18:21) | ausgeschieden | ausgeschieden | ausgeschieden | ausgeschieden | 5–8   |
| Jongkolphan Kititharakul Rawinda Prajongjai    | Doppel     | Chen Q. / Jia Y.       | 0:2 (6:21, 10:21)         | 106:145      | 4            | —             | —                  | ausgeschieden              | ausgeschieden             | ausgeschieden | ausgeschieden | ausgeschieden | ausgeschieden | 13–16 |
| Jongkolphan Kititharakul Rawinda Prajongjai    | Doppel     | Kim S.-y. / Kong H.-y. | 0:2 (19:21, 22:24)        | 106:145      | 4            | —             | —                  | ausgeschieden              | ausgeschieden             | ausgeschieden | ausgeschieden | ausgeschieden | ausgeschieden | 13–16 |
| Jongkolphan Kititharakul Rawinda Prajongjai    | Doppel     | G. Stoewa / S. Stoewa  | 1:2 (11:21, 21:16, 17:21) | 106:145      | 4            | —             | —                  | ausgeschieden              | ausgeschieden             | ausgeschieden | ausgeschieden | ausgeschieden | ausgeschieden | 13–16 |
| Männer                                         |            |                        |                           |              |              |               |                    |                            |                           |               |               |               |               |       |
| Kantaphon Wangcharoen                          | Einzel     | K. Schäfer             | 2:0 (21:13, 21:15)        | 73:70        | 2            | ausgeschieden | ausgeschieden      | ausgeschieden              | ausgeschieden             | ausgeschieden | ausgeschieden | ausgeschieden | ausgeschieden | 15–28 |
| Kantaphon Wangcharoen                          | Einzel     | T. Penty               | 0:2 (19:21, 12:21)        | 73:70        | 2            | ausgeschieden | ausgeschieden      | ausgeschieden              | ausgeschieden             | ausgeschieden | ausgeschieden | ausgeschieden | ausgeschieden | 15–28 |
| Mixed                                          |            |                        |                           |              |              |               |                    |                            |                           |               |               |               |               |       |
| Dechapol Puavaranukroh Sapsiree Taerattanachai | Doppel     | J. Hurlburt-Yu / J. Wu | 2:0 (21:13, 21:6)         | 115:85       | 2            | —             | —                  | Y. Watanabe / A. Higashino | 1:2 (21:15, 16:21, 14:21) | ausgeschieden | ausgeschieden | ausgeschieden | ausgeschieden | 5–8   |
| Dechapol Puavaranukroh Sapsiree Taerattanachai | Doppel     | T. Gicquel / D. Delrue | 2:0 (21:9, 21:15)         | 115:85       | 2            | —             | —                  | Y. Watanabe / A. Higashino | 1:2 (21:15, 16:21, 14:21) | ausgeschieden | ausgeschieden | ausgeschieden | ausgeschieden | 5–8   |
| Dechapol Puavaranukroh Sapsiree Taerattanachai | Doppel     | M. Ellis / L. Smith    | 0:2 (12:21, 19:21)        | 115:85       | 2            | —             | —                  | Y. Watanabe / A. Higashino | 1:2 (21:15, 16:21, 14:21) | ausgeschieden | ausgeschieden | ausgeschieden | ausgeschieden | 5–8   |

### Boxen
| Athleten           | Wettbewerb               | 1. Runde       | 1. Runde | Achtelfinale | Achtelfinale | Viertelfinale   | Viertelfinale | Halbfinale    | Halbfinale    | Finale        | Finale        | Rang   |
| Athleten           | Wettbewerb               | Gegner         | Ergebnis | Gegner       | Ergebnis     | Gegner          | Ergebnis      | Gegner        | Ergebnis      | Gegner        | Ergebnis      | Rang   |
| ------------------ | ------------------------ | -------------- | -------- | ------------ | ------------ | --------------- | ------------- | ------------- | ------------- | ------------- | ------------- | ------ |
| Frauen             |                          |                |          |              |              |                 |               |               |               |               |               |        |
| Jutamas Jitpong    | Fliegengewicht bis 51 kg | R. Boualam     | 5:0      | I. Magno     | 5:0          | B. N. Çakıroğlu | 0:5           | ausgeschieden | ausgeschieden | ausgeschieden | ausgeschieden | 5      |
| Sudaporn Seesondee | Leichtgewicht bis 60 kg  | M. J. Palacios | 5:0      | S. Kaur      | 5:0          | C. Dubois       | 3:2           | K. Harrington | 2:3           | ausgeschieden | ausgeschieden | Bronze |
| Baison Manikon     | Weltergewicht bis 69 kg  | S. Dalgatowa   | 4:1      | Gu H.        | 0:5          | ausgeschieden   | ausgeschieden | ausgeschieden | ausgeschieden | ausgeschieden | ausgeschieden | 9      |
| Männer             |                          |                |          |              |              |                 |               |               |               |               |               |        |
| Chatchai Butdee    | Federgewicht bis 57 kg   | P. McGrail     | 5:0      | M. Cuello    | 4:1          | L. Álvarez      | 2:3           | ausgeschieden | ausgeschieden | ausgeschieden | ausgeschieden | 5      |

### Golf
| Athleten             | Runde 1 | Runde 2 | Runde 3 | Runde 4 | Gesamt | Par | Rang |
| -------------------- | ------- | ------- | ------- | ------- | ------ | --- | ---- |
| Frauen               |         |         |         |         |        |     |      |
| Ariya Jutanugarn     | 77      | 67      | 69      | 72      | 285    | +1  | 43   |
| Patty Tavatanakit    | 71      | 71      | 70      | 68      | 279    | −5  | 23   |
| Männer               |         |         |         |         |        |     |      |
| Gunn Charoenkul      | 71      | 71      | 71      | 67      | 280    | −4  | 45   |
| Jazz Janewattananond | 64      | 71      | 72      | 68      | 275    | −9  | 27   |

### Judo
| Athleten           | Wettbewerb | 1. Runde  | 1. Runde | 2. Runde | 2. Runde | Achtelfinale  | Achtelfinale  | Viertelfinale | Viertelfinale | Halbfinale / Trostrunde | Halbfinale / Trostrunde | Finale / Platz 3 | Finale / Platz 3 | Rang |
| Athleten           | Wettbewerb | Gegner    | Ergebnis | Gegner   | Ergebnis | Gegner        | Ergebnis      | Gegner        | Ergebnis      | Gegner                  | Ergebnis                | Gegner           | Ergebnis         | Rang |
| ------------------ | ---------- | --------- | -------- | -------- | -------- | ------------- | ------------- | ------------- | ------------- | ----------------------- | ----------------------- | ---------------- | ---------------- | ---- |
| Frauen             |            |           |          |          |          |               |               |               |               |                         |                         |                  |                  |      |
| Kachakorn Warasiha | bis 52 kg  | S. Iraoui | 0s1:10   | —        | —        | ausgeschieden | ausgeschieden | ausgeschieden | ausgeschieden | ausgeschieden           | ausgeschieden           | ausgeschieden    | ausgeschieden    | 17   |

### Kanu

#### Kanurennsport
| Athleten           | Wettbewerb | Vorlauf  | Vorlauf | Viertelfinale | Viertelfinale | Halbfinale    | Halbfinale    | Finale        | Finale        | Rang          |
| Athleten           | Wettbewerb | Zeit     | Rang    | Zeit          | Rang          | Zeit          | Rang          | Zeit          | Rang          | Rang          |
| ------------------ | ---------- | -------- | ------- | ------------- | ------------- | ------------- | ------------- | ------------- | ------------- | ------------- |
| Frauen             |            |          |         |               |               |               |               |               |               |               |
| Orasa Thiangkathok | C-1 200 m  | 48,262 s | 5       | 48,559 s      | 5             | ausgeschieden | ausgeschieden | ausgeschieden | ausgeschieden | ausgeschieden |

### Leichtathletik
Laufen und Gehen 
| Athleten         | Wettbewerb | 1. Runde | 1. Runde | Halbfinale | Halbfinale | Finale       | Finale | Rang |
| Athleten         | Wettbewerb | Zeit     | Rang     | Zeit       | Rang       | Zeit         | Rang   | Rang |
| ---------------- | ---------- | -------- | -------- | ---------- | ---------- | ------------ | ------ | ---- |
| Männer           |            |          |          |            |            |              |        |      |
| Kieran Tuntivate | 10.000 m   | —        | —        | —          | —          | 29:01,92 min | 23     | 23   |

Springen und Werfen
| Athleten         | Wettbewerb | Qualifikation | Qualifikation | Finale        | Finale        | Rang |
| Athleten         | Wettbewerb | Weite/Höhe    | Rang          | Weite/Höhe    | Rang          | Rang |
| ---------------- | ---------- | ------------- | ------------- | ------------- | ------------- | ---- |
| Frauen           |            |               |               |               |               |      |
| Subenrat Insaeng | Diskuswurf | 59,23 m       | 18            | ausgeschieden | ausgeschieden | 18   |

### Radsport

#### Straße
| Athleten          | Wettbewerb    | Zeit | Rang |
| ----------------- | ------------- | ---- | ---- |
| Frauen            |               |      |      |
| Jutatip Maneephan | Straßenrennen | DNF  | –    |

#### BMX
| Athleten                 | Wettbewerb | Viertelfinale | Viertelfinale | Halbfinale    | Halbfinale    | Finale        | Finale        | Rang |
| Athleten                 | Wettbewerb | Punkte        | Rang          | Punkte        | Rang          | Zeit          | Rang          | Rang |
| ------------------------ | ---------- | ------------- | ------------- | ------------- | ------------- | ------------- | ------------- | ---- |
| Frauen                   |            |               |               |               |               |               |               |      |
| Chutikan Kitwanitsathian | BMX-Rennen | 18            | 6             | ausgeschieden | ausgeschieden | ausgeschieden | ausgeschieden | 23   |

### Reiten
Über das Qualifikationsevent der Gruppe F/G in Saumur in Frankreich hat sich die thailändische Mannschaft bereits für eine Disziplin im Reitsport (Vielseitigkeitsreiten) qualifiziert. Somit stehen der thailändischen Delegation auch in dem Einzelwettbewerb drei Startplätze bereits zu.

#### Vielseitigkeitsreiten
| Athleten | Wettbewerb | Minuspunkte Dressur | Minuspunkte Gelände | Minuspunkte Springen | Minuspunkte Springen | Minuspunkte Gesamt | Rang  |
| --- | ---------- | ------------------- | ------------------- | -------------------- | -------------------- | ------------------ | ----- |
| Arinadtha Chavatanont mit Boleybawn Prince                                                                       | Einzel     | 42,40               | ausgeschieden       | ausgeschieden        | ausgeschieden        | ausgeschieden      | 49–62 |
| Weerapat Pitakanonda mit Carnival March                                                                          | Einzel     | 38,20               | ausgeschieden       | ausgeschieden        | ausgeschieden        | ausgeschieden      | 49–62 |
| Korntawat Samran mit Bonero K                                                                                    | Einzel     | 32,50               | ausgeschieden       | ausgeschieden        | ausgeschieden        | ausgeschieden      | 49–62 |
| Arinadtha Chavatanont mit Boleybawn Prince Weerapat Pitakanonda mit Carnival March Korntawat Samran mit Bonero K | Mannschaft | 113,10              | 600,00              | 300,00               | —                    | 1013,10            | 15    |

### Rudern
| Athleten                        | Wettbewerb                  | Vorlauf     | Vorlauf | Vorlauf       | Hoffnungslauf | Hoffnungslauf | Hoffnungslauf | Halbfinale | Halbfinale | Halbfinale    | Finale      | Finale | Rang |
| Athleten                        | Wettbewerb                  | Zeit        | Platz   | Qualifikation | Zeit          | Platz         | Qualifikation | Zeit       | Platz      | Qualifikation | Zeit        | Platz  | Rang |
| ------------------------------- | --------------------------- | ----------- | ------- | ------------- | ------------- | ------------- | ------------- | ---------- | ---------- | ------------- | ----------- | ------ | ---- |
| Männer                          |                             |             |         |               |               |               |               |            |            |               |             |        |      |
| Siwakorn Wongpin Nawamin Deenoi | Leichtgewichts-Doppelzweier | 7:07,05 min | 6       | Hoffnungslauf | 7:20,50 min   | 6             | Finale C      | –          | –          | –             | 6:56,13 min | 6      | 18   |

### Schießen
| Athleten                   | Wettbewerb               | Qualifikation   | Qualifikation | Finale          | Finale        | Rang |
| Athleten                   | Wettbewerb               | Ringe/ Scheiben | Rang          | Ringe/ Scheiben | Rang          | Rang |
| -------------------------- | ------------------------ | --------------- | ------------- | --------------- | ------------- | ---- |
| Frauen                     |                          |                 |               |                 |               |      |
| Tanyaporn Prucksakorn      | 10 m Luftpistole         | 570             | 22            | ausgeschieden   | ausgeschieden | 22   |
| Naphaswan Yangpaiboon      | 10 m Luftpistole         | 560             | 39            | ausgeschieden   | ausgeschieden | 39   |
| Tanyaporn Prucksakorn      | 25 m Sportpistole        | 583             | 10            | ausgeschieden   | ausgeschieden | 10   |
| Naphaswan Yangpaiboon      | 25 m Sportpistole        | 580             | 17            | ausgeschieden   | ausgeschieden | 17   |
| Isarapa Imprasertsuk       | Skeet                    | 120             | 4             | 36              | 4             | 4    |
| Sutiya Jiewchaloemmit      | Skeet                    | 118             | 11            | ausgeschieden   | ausgeschieden | 11   |
| Männer                     |                          |                 |               |                 |               |      |
| Isaranuudom Phurihiranphat | 25 m Schnellfeuerpistole | 570             | 20            | ausgeschieden   | ausgeschieden | 20   |
| Savate Sresthaporn         | Trap                     | 121             | 17            | ausgeschieden   | ausgeschieden | 17   |

### Schwimmen
| Athleten             | Wettbewerb          | Vorlauf     | Vorlauf | Halbfinale    | Halbfinale    | Finale        | Finale        | Rang |
| Athleten             | Wettbewerb          | Zeit        | Rang    | Zeit          | Rang          | Zeit          | Rang          | Rang |
| -------------------- | ------------------- | ----------- | ------- | ------------- | ------------- | ------------- | ------------- | ---- |
| Frauen               |                     |             |         |               |               |               |               |      |
| Jenjira Srisa-Ard    | 50 m Freistil       | 25,97 s     | 37      | ausgeschieden | ausgeschieden | ausgeschieden | ausgeschieden | 37   |
| Jenjira Srisa-Ard    | 100 m Freistil      | 57,42 s     | 42      | ausgeschieden | ausgeschieden | ausgeschieden | ausgeschieden | 42   |
| Männer               |                     |             |         |               |               |               |               |      |
| Navaphat Wongcharoen | 100 m Schmetterling | 54,36 s     | 50      | ausgeschieden | ausgeschieden | ausgeschieden | ausgeschieden | 50   |
| Navaphat Wongcharoen | 200 m Schmetterling | 2:01,43 min | 36      | ausgeschieden | ausgeschieden | ausgeschieden | ausgeschieden | 36   |

### Segeln
Während der Qualifikationsperiode konnte Thailand Quotenplätze in drei Bootsklassen erringen.
| Athleten                 | Wettbewerb      | Qualifikation | Qualifikation | Medal Race    | Medal Race    | Punkte | Rang |
| Athleten                 | Wettbewerb      | Punkte        | Rang          | Punkte        | Rang          | Punkte | Rang |
| ------------------------ | --------------- | ------------- | ------------- | ------------- | ------------- | ------ | ---- |
| Frauen                   |                 |               |               |               |               |        |      |
| Siripon Kaewduang-Ngam   | Windsurfen RS:X | 171           | 17            | ausgeschieden | ausgeschieden | 171    | 17   |
| Kamolwan Chanyim         | Laser Radial    | 298           | 38            | ausgeschieden | ausgeschieden | 298    | 38   |
| Männer                   |                 |               |               |               |               |        |      |
| Natthaphong Phonoppharat | Windsurfen RS:X | 258           | 24            | ausgeschieden | ausgeschieden | 258    | 24   |

### Taekwondo
| Athleten               | Wettbewerb       | Achtelfinale | Achtelfinale | Viertelfinale   | Viertelfinale | Hoffnungsrunde Halbfinale | Hoffnungsrunde Halbfinale | Halbfinale    | Halbfinale    | Hoffnungsrunde Finale | Hoffnungsrunde Finale | Finale        | Finale        | Rang |
| Athleten               | Wettbewerb       | Gegner       | Erg.         | Gegner          | Erg.          | Gegner                    | Erg.                      | Gegner        | Erg.          | Gegner                | Erg.                  | Gegner        | Erg.          | Rang |
| ---------------------- | ---------------- | ------------ | ------------ | --------------- | ------------- | ------------------------- | ------------------------- | ------------- | ------------- | --------------------- | --------------------- | ------------- | ------------- | ---- |
| Frauen                 |                  |              |              |                 |               |                           |                           |               |               |                       |                       |               |               |      |
| Panipak Wongpattanakit | Klasse bis 49 kg | A. Semberg   | 29:5         | T. K. T. Trương | 20:11         | —                         | —                         | M. Yamada     | 34:12         | —                     | —                     | A. Cerezo     | 11:10         | Gold |
| Männer                 |                  |              |              |                 |               |                           |                           |               |               |                       |                       |               |               |      |
| Ramnarong Sawekwiharee | Klasse bis 58 kg | S. Khalil    | 23:7         | V. Dell’Aquila  | 17:37         | O. Salim                  | 22:43                     | ausgeschieden | ausgeschieden | ausgeschieden         | ausgeschieden         | ausgeschieden | ausgeschieden | 7    |

### Tischtennis
| Athleten             | Wettbewerb | 1. Runde     | 1. Runde | 2. Runde      | 2. Runde | 3. Runde         | 3. Runde | Achtelfinale  | Achtelfinale  | Viertelfinale | Viertelfinale | Halbfinale    | Halbfinale    | Finale/Platz 3 | Finale/Platz 3 | Rang  |
| Athleten             | Wettbewerb | Gegner       | Erg.     | Gegner        | Erg.     | Gegner           | Erg.     | Gegner        | Erg.          | Gegner        | Erg.          | Gegner        | Erg.          | Gegner         | Erg.           | Rang  |
| -------------------- | ---------- | ------------ | -------- | ------------- | -------- | ---------------- | -------- | ------------- | ------------- | ------------- | ------------- | ------------- | ------------- | -------------- | -------------- | ----- |
| Frauen               |            |              |          |               |          |                  |          |               |               |               |               |               |               |                |                |       |
| Suthasini Sawettabut | Einzel     | —            | —        | Paulina Vega  | 4:0      | Elizabeta Samara | 4:1      | Mima Itō      | 0:4           | ausgeschieden | ausgeschieden | ausgeschieden | ausgeschieden | ausgeschieden  | ausgeschieden  | 9–16  |
| Orawan Paranang      | Einzel     | Melanie Díaz | 4:0      | Hana Matelová | 4:2      | Kasumi Ishikawa  | 2:4      | ausgeschieden | ausgeschieden | ausgeschieden | ausgeschieden | ausgeschieden | ausgeschieden | ausgeschieden  | ausgeschieden  | 17–32 |